# AS Девы
AS Девы (лат. AS Virginis) — одиночная переменная звезда в созвездии Девы на расстоянии приблизительно 6023 световых лет (около 1847 парсек) от Солнца. Визуальная звёздная величина звезды — от +12,34m до +11,42m.
Открыта Куно Хофмейстером в 1930 году.
Зарегистрирован эффект Блажко*.

## Характеристики
AS Девы — жёлто-белая пульсирующая переменная звезда типа RR Лиры (RRAB) спектрального класса A6, или A7. Радиус — около 4,55 солнечного, светимость — около 36,178 солнечной. Эффективная температура — около 6611 K.